# Смит, Ламонт
Ламонт Смит (англ. LaMont Smith; род. 11 декабря 1972, Филадельфия, США) — американский легкоатлет, специализирующийся на спринте, олимпийский чемпион 1996 года.

## Биография
Вырос в городке Уиллингборо, штат Нью-Джерси, окончил среднюю школу Уиллингборо, ту же школу, что и Карл Льюис, который также выиграл золотую медаль на той же Олимпиаде. В Уиллингборо Смит выиграл девять чемпионатов штата. Будучи на десять лет моложе Льюиса, Смит присоединился к Льюису в легкоатлетическом клубе Санта-Моники. Ламонт стал членом братства Phi Beta Sigma в 1996 году.